# 許俊 (1958年)
许俊（1958年1月—），男，汉族，海南澄迈人，中华人民共和国政治人物。海南黎族苗族自治州师范专科学校（现并入海南热带海洋学院）大专班历史系历史专业毕业，中共中央党校经济管理专业在职研究生学历。

## 生平
1974年8月参加工作，1976年12月加入中国共产党。历任共青团海南省委副书记、书记，中共海南省临高县委书记，三亚市委副书记、市人大主任，海南省人民政府副秘书长、秘书长等职。2007年4月，任中共海南省委常委，並兼任省委秘书长。2012年5月，改兼任省委宣传部部长。2017年2月，任海南省人大常委会副主任。2017年4月28日，不再担任中共海南省委常委。2018年2月24日，当选为第十三届全国人大代表。2021年1月，辞去省人大常委会副主任职务。